# Леоне, Мириам
Мириам Леоне (итал. Miriam Leone; род. 14 апреля 1985, Катания, Италия) — итальянская киноактриса и телеведущая, победительница конкурса «Мисс Италия» (2008).

## Биография
Родилась 14 апреля 1985 года в провинции Катании на Сицилии в семье учителя латинского языка Иньяцио Леоне и муниципальной сотрудницы Габриэллы Леоне. Детство будущей актрисы прошло в городе Ачиреале или, по данным Internet Movie Database — в Ачи-Катене. Одновременно с учёбой в университете начала работать на Radio Etna Espresso.
В 2008 году Мириам Леоне стала победительницей 69-го конкурса красоты «Мисс Италия».
В 2010 году начала карьеру киноактрисы, снявшись в фильмах  Genitori & figli – Agitare bene prima dell'uso и Il ritmo della vita.
В 2011 - судья премии итальянского кинематографа «Ciak d'oro» и ведущая церемонии вручения кинопремии «Серебряная лента» (итал. Nastro d’argento).
18 сентября 2021 года вышла замуж за Паолло Карулло.

## Фильмография

### Кино
- Родители и дети:) - Перед использованием хорошо встряхнуть (2010) - Журналистка
- Ритм жизни (2011) - Лисбет
- Обычные идиоты (2011) - Журналистка телевидения
- Единственные братья (2014) - София
- Самая красивая школа в мире (2014) - Маргарита Ривольта
- Большая афера в маленьком городе (2016) - Анна
- Приятных снов (2016) - Агнес
- В битве за любовь (2016) - Флора
- В искусстве Нино (2016) - Эрминия Феррари Манфреди
- Спрячь бабушку в холодильнике (2018) - Клаудия
- Невидимый свидетель (2018) - Лаура
- Любовь под домашним арестом (2019) - Анна
- Чашка кофе с Мэрилин (короткометражка) (2019) - Ориана Фаллачи
- У Мэрилин черные глаза (2021) - Клара
- Дьяволик (2021) - Ева Кант
- Бегу к тебе (2021) - Кьяра
- Война (2022) - Леа
- Дьяволик 2 (2022) - Ева Кант
- Дьяволик кто ты? (2023) - Ева Кант

### Телевидение
- Кафе (2011)
- Полицейский округ (2011-2012) - Мара Ферми
- В шаге от рая (2012) - Астрид
- 13 апостол: Откровение (2014) - Мириам
- Дама в вуали (2015) - Клара Гранди Фосса
- 1992 (2015) - Вероника Кастелло
- Великолепные Медичи (2016) - Бьянка
- 1993 (2016) - Вероника Кастелло
- Не убей (2015-2018) - Валерия Ферро
- 1994 (2019) - Вероника Кастелло
- Львы Сицилии (2023) - Джулия Порталупи